# Schloss Massing

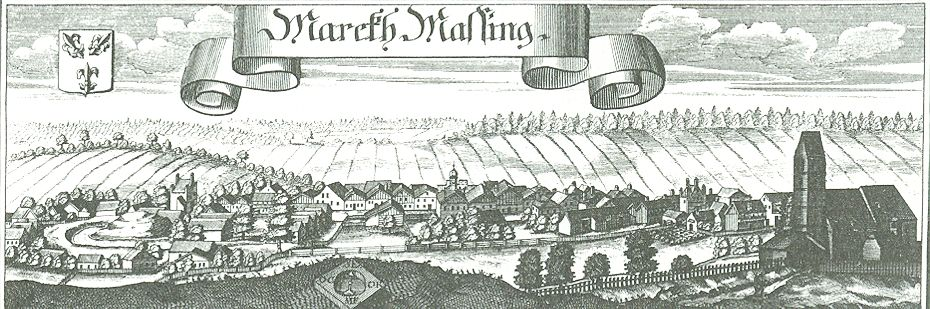
Markt Massing nach einem Stich von Michael Wening von 1721

Das abgegangene Schloss Massing war das historische Zentrum der Pflege von Massing. Der letzte Schlossbau wird am Klosterberg vermutet (Klosterweg 3).

## Geschichte
Die Herrschaft zu Massing scheint ursprünglich durch die  Edelfreien von Maessing gerichtlich organisiert worden zu sein. Diese Herren zu Massing haben das gräfliche Recht der Hochgerichtsbarkeit ausgeübt und waren  Vogte über alle Güter des Klosters Seeon im Gericht Eggenfeld.
1130 wird ein Heinricus aus diesem Geschlecht genannt; seine Söhne sind wieder ein Heinricus und ein Poto. Weitere aus dieser Familie sind Eniglmar, Pabo und Gebhard. 1190 taucht eine domna Perhta de Messignen in Begleitung eines Schergen (preco Chunradus) auf. Im 12. Jahrhundert (1157, 1185) wird ein nobilis Poto genannt; ein Poto und ein Pabo treten als Salmänner auf. Eine Schenkung des Poto wird noch am 6. Februar 1220 erwähnt. Dieser Poto ist der letzte im Mannesstamm und stirbt am 16. März 1190 auf dem Kreuzzug.
In der Folge scheinen die Massinger in den Ministerialenstand abgesunken zu sein. Besitzer der Lehensherrschaft waren die Grafen von Julbach. Wann die Herrschaft Maessing an die Ortenburger kam, ist nicht bekannt. Aber vor dem 19. April 1260 verkauft der ortenburgische Erbfolger Hartmann I. von Werdenberg das castrum Maessing an Herzog Heinrich von Niederbayern. Unter den Wittelsbachern entwickelte sich die Herrschaft zu einem Pfleggericht. 1307 wurde der Edelsitz Massing von der Familie von Baumgarten an das Kloster Aldersbach verkauft. Bei der Entstehung der Landstandschaften werden als herzogliche Ministeriale Heinrich Ecker von Massing bzw. ein Egker von Massing erwähnt. In der nachfolgenden Zeit werden hier nur mehr Burgpfleger genannt.
Die Wittelsbacher blieben von da an immer die Obereigentümer von Massing. Herzog Stephan mit der Hafte erhielt im Teilungsbrief von 1353 Maessing di burg mit dem markt uns swass dartzu gehört. 1368 verpfändet er die veste Maessingen. 1419 verkauft Herzog Heinrich an den Peter Perkofer vest und Markt Massing … und allem Zugehör. Spätestens 1445 löste der Herzog die Pflege zu Massing von dem Perkofer wieder aus. Im 15. und 16. Jahrhundert wuchsen die beiden kleinen Pflegen Massing und Gangkofen zusammen und wurden in Personalunion von demselben Pfleger wahrgenommen. Die Pflege Gangkofen mit der inkorporierten Pflege Massing wird 1595 bzw. 1600 dem Gericht Vilsbiburg unterstellt. 1803 kommt Massing an das Landgericht Eggenfelden.
Als Pfleger und Richter zu Massing und Gangkofen sind ab dem 15. Jahrhundert folgende Personen bekannt:
- Ulrich Branstette (1379)
- Gero der Closner (1398)
- Stephan Glatz (1402–14)
- Peter Perkover (1425)
- Jobst Leoprechtunger, Landrichter im Rottal wird auf der Schranne Massing erwähnt (1440)
- Jobst Leoprechtiger, Richter im Gericht Eggenfelden (1441)
- Peter Perkover (1443)
- Jörg Holzhauser (1448)
- Romul Hoholting (1452–53)
- Jörig Holzhauser (1454)
- Romul Hoholting (1455)
- Peter Katzpeck (1456–57)
- Hanns Prannt (1458–59)
- Sigmund Prunning (1460, 1462, 1467)
- Hanns Prannt (1468–72)
- Jörgen Hoholting (1473–91)
- Wilhalm Awer (1492–96, 1498)
- Sebastian Atzinger von Scherneck (1510)
- Wilhelm Auer (1512)
- Sebastian Atzinger von Scherneck (1517)
- Adolf Auer (1523)
- Hans Ettlinger zum Hannhof, Pfleger von Massing und Gangkofen, Landrichter zu Eggenfelden

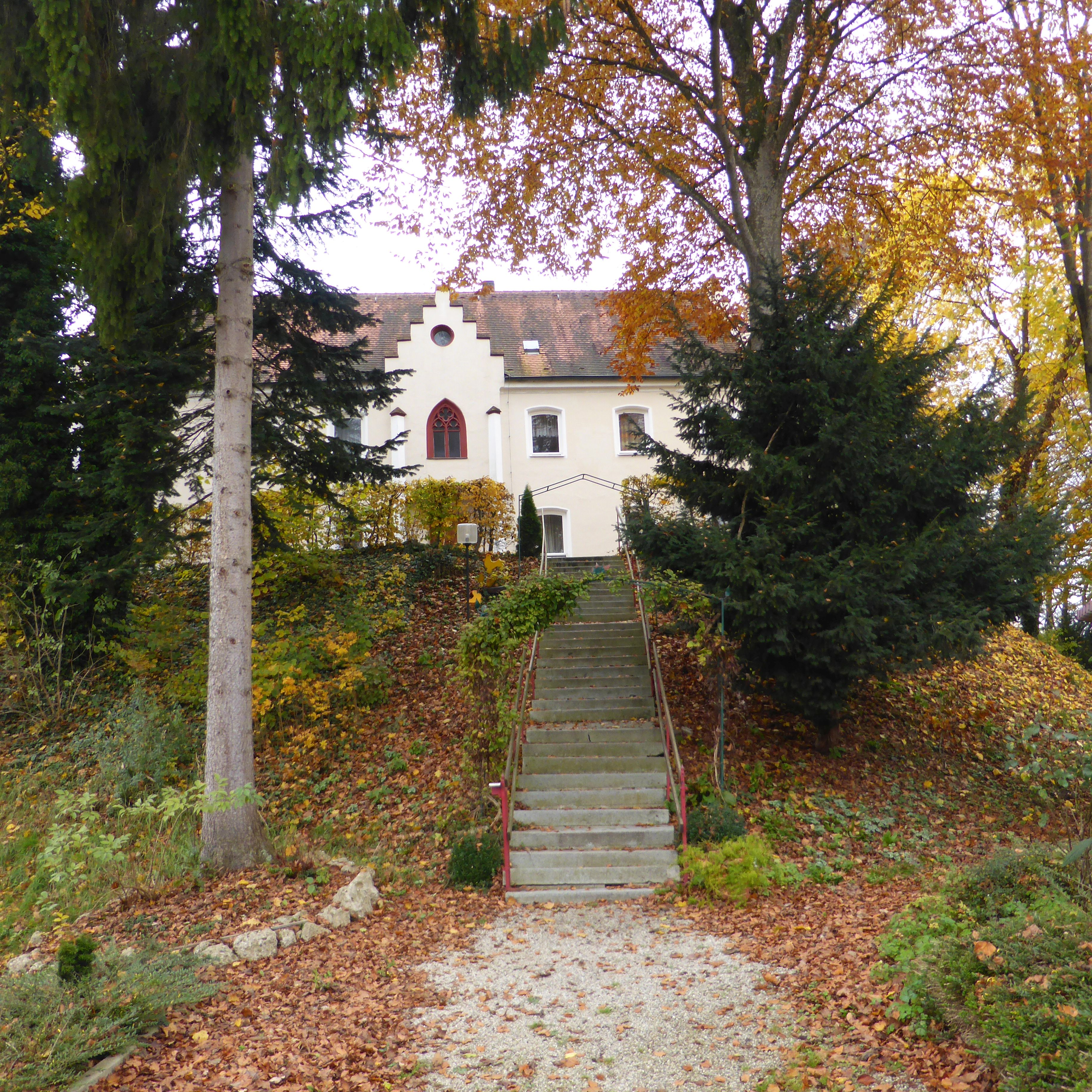
Lageplatz von Schloss Massing, heute Kloster der Armen Schulschwester

- Marquart Pfettner (1583–85)

## Baulichkeiten der Burg zu Massing
Die Lokalisierung der Burgen zu Massing ist ungewiss, sie werden entweder auf dem Klosterberg oder bei der Pfarrkirche Massing vermutet. In der Landesbeschreibung von Philipp Apian heißt es: „Markt Massing dort existiert außerhalb des Marktes gegen Norden alte Mauerreste.“ Insgesamt hat es in Massing aber drei Burgen gegeben: Der Standort der ersten ist völlig unbekannt, die zweite dürfte auf dem Hügel am rechten Rottufer in der Nähe der jetzigen Pfarrkirche gelegen haben und durch einen Brand untergegangen sein. Das nächste Schloss wurde auf dem Klosterberg inmitten des Ortes auf einem künstlichen Hügel errichtet. 1445 muss das Schloss noch gestanden haben, da in den Urkunden die zu leistenden Scharwerksdienste genau aufgelistet sind. In den Büchern des herzoglichen Kasten von Neumarkt wird 1550 und 1570 von einem Burgstall, worauf das alte Schloß gestanden, anstoßend an den Ritlbach und des Hofbauern Stadel und Keller berichtet. Vermutlich wurde das Schloss 1648 im Dreißigjährigen Krieg, bei dem der ganze Markt Massing in Flammen aufging, zerstört.
Bei dem Bau des Klosters der Armen Schulschwestern zu Massing sind 1856 Fundamente des Burgbaues zum Vorschein gekommen, die zum Teil für den Klosterbau verwendet wurden.